# Liste biblischer Personen/C
Diese Liste biblischer Personen führt Eigennamen von Personen auf, die in der Bibel vorkommen. Sie ist nach dem Alphabet auf mehrere Seiten aufgeteilt. Angegeben sind jene Bibelstellen, in denen die Person zuerst genannt wird. Namen von Orten, Bergen, Flüssen, Seen, Meeren, Inseln, Heiligtümern, Ländern, Völkern finden sich in der Liste geographischer und ethnographischer Bezeichnungen in der Bibel. 

## C
| Name (dt.)               | Name (Urtext)     | Bedeutung des Namens               | Bibelstelle     | Person                                                                                      |
| ------------------------ | ----------------- | ---------------------------------- | --------------- | ------------------------------------------------------------------------------------------- |
| Chen                     | חֵן ḥēn            | „Gnade“, „Gunst“, „Freundlichkeit“ | Sach 6,14       | Sohn Zefanjas, auch Joschija Heute zumeist nicht als Eigenname angesehen, sondern übersetzt |
| Chloë                    | Χλόη Chlóē        | vllt. „die Grüne“                  | 1 Kor 1,11      | Christin in Korinth                                                                         |
| Chuza(s)                 | Χουζᾶς Chuzâs     | vllt. „Mann aus Kusch“             | Lk 8,3          | Ehemann der Johanna, Verwalter Herodes’                                                     |
| Claudius (auch Klaudius) | Κλαύδιος Klaúdios | „der Lahme“                        | Apg 11,28 u. ö. | Kaiser Claudius, vierter römischer Kaiser                                                   |
| Claudius (auch Klaudius) | Κλαύδιος Klaúdios | „der Lahme“                        | Apg 23,26       | Claudius Lysias, römischer Befehlshaber in Jerusalem                                        |
| Crescens                 | Κρήσκης Krēskēs   | „der Wachsende“                    | 2 Tim 4,10      | Mitarbeiter des Paulus, auch Kreszens und Kreszenz                                          |